# Münchener Straße (Ingolstadt)

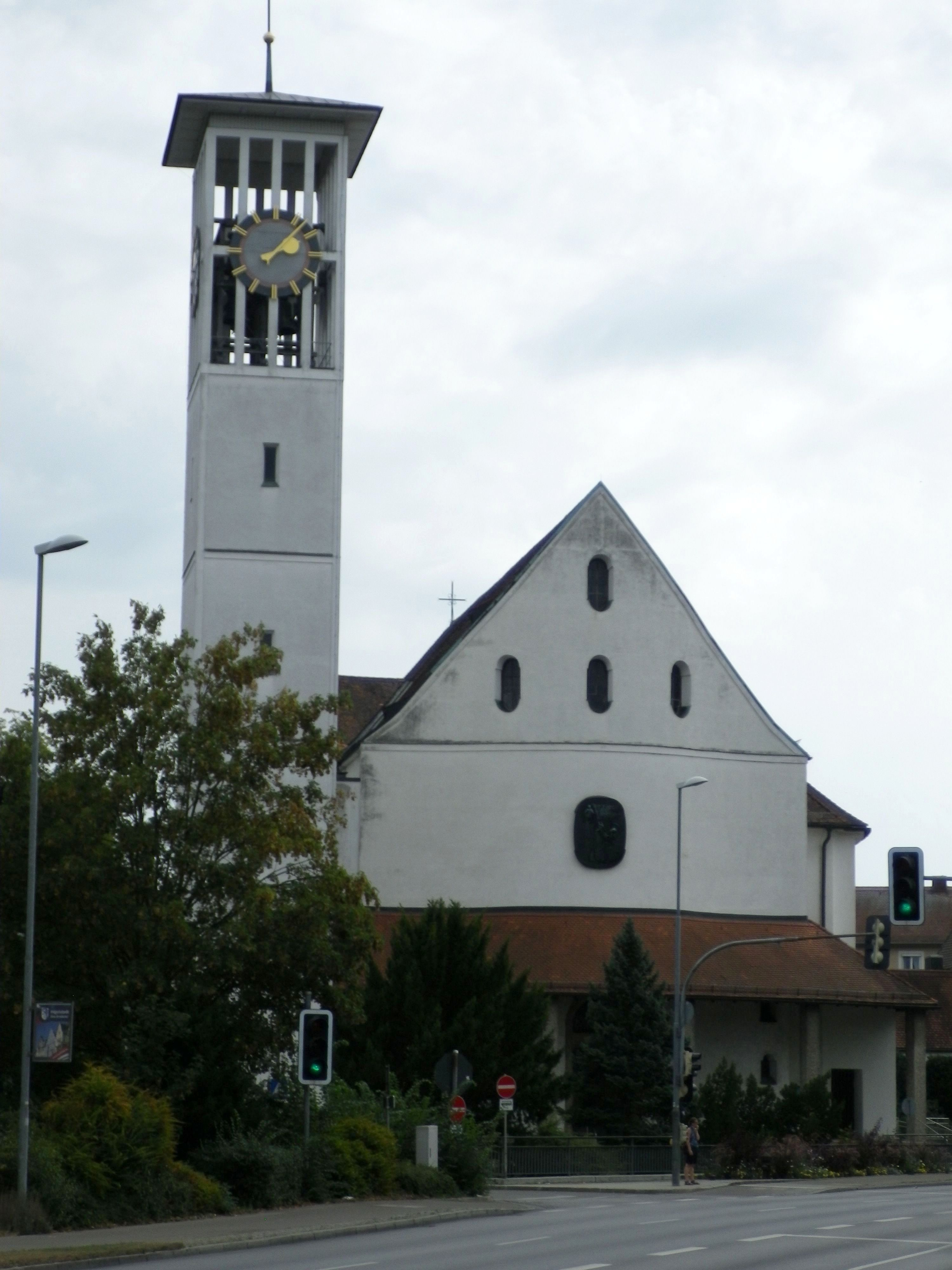
Sankt Anton an der Münchener Straße

Die Münchener Straße ist eine ca. 4 Kilometer lange Ein- und Ausfallstraße im Süden der bayrischen Stadt Ingolstadt.

## Verlauf
Die Straße beginnt ortseinwärts an der Kreuzung Südliche Ringstraße. Beide sind Teil der Bundesstraße 13, die Münchener Straße in ihrem gesamten Verlauf. Sie verläuft weiter Richtung Süden, unweit westlich des Hauptbahnhofs. Sie verläuft weiter bis zum Ortsausgang, wo es Verbindungen zur Bundesstraße 16 und 300 sowie nach Oberstimm und Baar-Ebenhausen im Landkreis Pfaffenhofen an der Ilm gibt.

## Ausbau
Die Münchener Straße ist teilweise vierspurig ausgebaut.